# Aspledon Undae
Aspledon Undae es uno de los campos de dunas marcianos circumpolares del norte con nombre en las cercanías de Planum Boreum, el polo norte marciano. Lleva el nombre de una de las características de albedo en Marte. [1] Su nombre fue aprobado oficialmente por la Unión Astronómica Internacional (IAU) el 20 de marzo de 2007. Su nombre es griego,  y deriva del nombre de un pueblo en Beocia, la Antigua Grecia  que, a su vez, tomó su nombre del Aspledón griego antiguo: Ασπληδών), hijo de Poseidón, el antiguo dios griego del mar. Las dunas de Aspledon Undae se extienden desde la latitud 71,47°N hasta 75,14°N y desde la longitud 305,83°E hasta 315,04°E (44,96°W – 54,17°W). Su centro está ubicado en la latitud 73.06°N, longitud 309.65°E (50.35°W), y tiene un diámetro de 215.2 km.
Aspledon Undae es el más meridional de los campos de dunas de Planum Boreum con nombre de albedo, y se encuentra al sur de Hyperboreae Undae y al sureste de Siton Undae. Se teoriza que la formación de Aspledon Undae pudo haber ocurrido durante los primeros incidentes de erosión de la unidad cavi Planum Boreum, y que Rupes Tenuis también pudo haber sido una fuente de arena, aunque ahora está agotada. Otros campos de dunas que comparten la misma historia de formación incluyen Olympia Undae y Siton Undae. Aspledon Undae, junto con Hyperboreae Undae, Siton Undae, Olympia Undae y Abalos Undae es uno de los cinco campos de dunas circumpolares del norte nombrados. Sin embargo, a diferencia de los otros cuatro, no es uno de los más densos. El campo de dunas de Aspledon Undae, junto con los de Siton Undae, Hyperboreae Undae y Abalos Undae, se superpone a las tierras bajas de Vastitas Borealis.  Aspledon Undae ha sido fotografiado por la nave espacial robótica Mars Odyssey 2001 de la NASA utilizando la cámara del Sistema de imágenes de emisión térmica (THEMIS) a bordo de la nave espacial.